# Greg McKeon
Greg McKeon (19 de mayo de 1986, San Diego) es un actor y actor pornográfico estadounidense, conocido por su papel en la película Vampire Boys y por formar parte del jurado del programa GoGo for the Gold.

## Carrera
En 2011 interpretó el papel de Eli en la película de terror y romance Vampire Boys, repitiendo dicho papel en la secuela de 2013 Vampire Boys 2: The New Brood.
Greg McKeon es un amigo personal de Jonny McGovern, y ambos comenzaron a trabajar en el programa GoGo for the Gold en 2014, que originalmente iba a ser transmitido por HereTV. De forma simultánea a la grabación de las dos primeras temporadas del programa, Greg ha trabajado también creando contenido pornográfico para la plataforma online OnlyFans.
Entre 2022 y 2023 ha sido uno de los jueces principales del programa GoGo for the Gold, que busca a través de una competición encontrar al mejor stripper masculino de Estados Unidos.

## Filmografía

### Pornografía
| año       | título          | papel    | notas       |
| --------- | --------------- | -------- | ----------- |
| 2018-2019 | Young Perps     | Oficial  | 3 episodios |
| 2019      | Brother Crush   | Amigo    | 2 episodios |
| 2019      | Family Dick     | Él mismo | 9 episodios |
| 2019-2020 | The Men         | Él mismo | 2 episodios |
| 2019-2020 | CockyBoys       | Greg     | 5 episodios |
| 2022      | Troop Sex       | Él mismo | 1 episodio  |
| 2023      | Missionary Boys | Él mismo | 1 episodio  |

### Cine
| año  | título                        | papel   | notas |
| ---- | ----------------------------- | ------- | ----- |
| 2009 | Eating Out 3: All You Can Eat | Hunk #1 |       |
| 2010 | You Should Meet My Son!       | Kurt    |       |
| 2011 | Vampire Boys                  | Eli     |       |
| 2011 | Eating Out: The Open Weekend  | Dan     |       |
| 2013 | Vampire Boys 2: The New Brood | Eli     |       |

### Televisión
| año       | título            | papel    | notas        |
| --------- | ----------------- | -------- | ------------ |
| 2010      | Bad Trainer       | Stone    | 2 episodios  |
| 2014-2016 | Hey Qween!        | Bailarín | 11 episodios |
| 2022-2023 | GoGo for the Gold | Jurado   | 11 episodios |

### Videoclips
| año  | título                            | papel       | notas |
| ---- | --------------------------------- | ----------- | ----- |
| 2011 | Jonny McGovern: Sexy Nerd         | Sexy Nerd   | Vídeo |
| 2011 | Jonny McGovern: Dickmatized       | Greg McKeon | Vídeo |
| 2012 | Jonny McGovern: Man Areas         | Greg McKeon | Vídeo |
| 2012 | Jonny McGovern: TOTDF             | Greg McKeon | Vídeo |
| 2013 | Jonny McGovern: The Gayest of All | Greg McKeon | Vídeo |